# Anne Fletcher

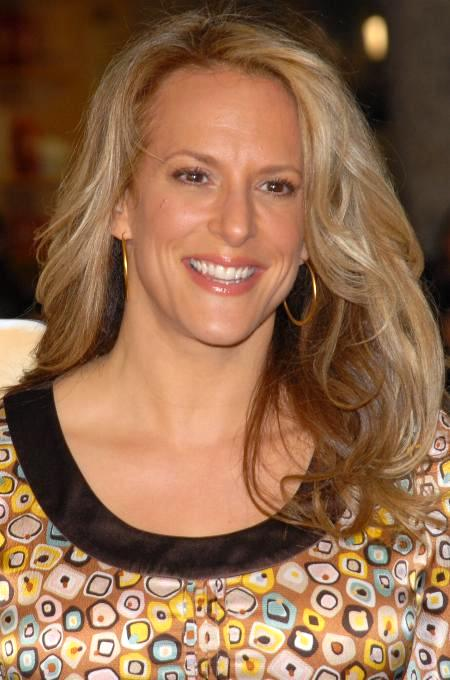
Anne Fletcher (2008)

Anne Fletcher (* 1. Mai 1966 in Detroit, Michigan) ist eine US-amerikanische Schauspielerin, Regisseurin und Choreografin.

## Leben und Leistungen
Fletcher nahm als Kind Tanzunterricht. Im Alter von 15 Jahren trat sie in der Show Salute to the Superstars auf, später zog sie nach Kalifornien, wo sie von Joe Tremaine unterrichtet wurde. Sie arbeitete als Choreografin und arbeitete in dieser Funktion sechs Jahre lang mit Jeff Andrews zusammen. Das Duo arbeitete unter anderem an Fernsehsendungen und Musikvideos. Fletcher war später für Adam Shankman tätig.
In ihren ersten Filmrollen trat Fletcher als Tänzerin auf, darunter in Flintstones – Die Familie Feuerstein (1994), Die Maske (1994) und Tank Girl (1995). Sie entwickelte Choreografie für das Oscar-nominierte Filmdrama Boogie Nights (1997) mit Mark Wahlberg, Burt Reynolds, Julianne Moore und Heather Graham – in dem sie selbst als Tänzerin auftrat – sowie für die Komödie Lebe lieber ungewöhnlich (1997) mit Ewan McGregor und Cameron Diaz. Zu ihren späteren Arbeiten als Choreografin zählen unter anderen die Komödien Down with Love – Zum Teufel mit der Liebe! (2003) mit Renée Zellweger und Ewan McGregor, … und dann kam Polly (2004) mit Ben Stiller und Jennifer Aniston sowie Der Babynator (2005) mit Vin Diesel. Bei mittlerweile vier Filmen, zuletzt Unterwegs mit Mum (2012), führte sie Regie.

## Filmografie (Auswahl)

### Als Schauspielerin und Tänzerin
- 1994: Flintstones – Die Familie Feuerstein (The Flintstones)
- 1994: Die Maske (The Mask)
- 1995: Tank Girl
- 1997: Boogie Nights
- 1997: Titanic
- 1997: Scream 2
- 2000: Girls United (Bring It On)
- 2001: Monkeybone
- 2002: Nur mit dir (A Walk to Remember)
- 2006: Step Up
- 2007: Hairspray
- 2008: 27 Dresses

### Als Regisseurin
- 2006: Step Up
- 2008: 27 Dresses
- 2009: Selbst ist die Braut (The Proposal)
- 2012: Unterwegs mit Mum (The Guilt Trip)
- 2015: Miss Bodyguard – In High Heels auf der Flucht (Hot Pursuit)
- 2018: Dumplin’
- 2019–2021: This Is Us – Das ist Leben (This Is Us, Fernsehserie, 4 Folgen)
- 2020: AJ and the Queen (Fernsehserie, Folge 1x07)
- 2020: Love, Victor (Fernsehserie, Folge 1x05)
- 2022: Hocus Pocus 2

### Als Choreografin
- 2000: Girls United (Bring It On)
- 2001: Wedding Planner – Verliebt, verlobt, verplant (The Wedding Planner)
- 2001: Monkeybone
- 2001: Der Schwan mit der Trompete (The Trumpet of the Swan)
- 2001: Nicht noch ein Teenie-Film! (Not Another Teen Movie)
- 2002: Nix wie raus aus Orange County (Orange County)
- 2002: Like Mike
- 2002: Meister der Verwandlung (The Master of Disguise)
- 2003: Haus über Kopf (Bringing Down the House)
- 2003: Auf den Spuren von Batman (Return to the Batcave: The Misadventures of Adam and Burt, Fernsehfilm)
- 2003: Down with Love – Zum Teufel mit der Liebe! (Down with Love)
- 2003: Dickie Roberts: Kinderstar (Dickie Roberts: Former Child Star)
- 2004: … und dann kam Polly (Along Came Polly)
- 2004: Scooby Doo 2 – Die Monster sind los (Scooby Doo 2: Monsters Unleashed)
- 2005: Der Babynator (The Pacifier)
- 2005: Die Eisprinzessin (Ice Princess)
- 2005: Spiel ohne Regeln (The Longest Yard)
- 2005: Jungfrau (40), männlich, sucht … (The 40 Year-Old Virgin)
- 2006: Step Up
- 2007: Walk Hard: Die Dewey Cox Story (Walk Hard: The Dewey Cox Story)
- 2010: Männertrip (Get Him to the Greek)
- 2011: Real Steel